# Улейка (Нижньогородська область)
Улейка (рос. Улейка) — присілок в Дальнеконстантиновському районі Нижньогородської області Російської Федерації.
Населення становить 34 особи. Входить до складу муніципального утворення робітниче селище Дальнє Константиново.

## Історія
Від 2009 року входить до складу муніципального утворення робітниче селище Дальнє Константиново.

## Населення
| 2002 | 2010 |
| ---- | ---- |
| 56   | ↘34  |